# Gouvernement de Saratov
1796–1928
Entités suivantes :
- Oblast de la basse Volga

Le gouvernement de Saratov (en russe : Саратовская губерния) a été, de 1796 jusqu’en 1928, une division administrative de l’Empire russe, puis de la RSFS de Russie, située en Russie, sur le cours de la Volga. Sa capitale était la ville de Saratov. Son territoire est aujourd'hui réparti entre les oblasts de Saratov, Volgograd, et, pour une petite fraction, Penza.

## Géographie
Le gouvernement de Saratov était bordé à l’ouest par les gouvernements de Tambov et Voronej ainsi que par l’oblast de l'armée du Don, au nord il voisine les gouvernements de Penza et Simbirsk, à l’est Samara et au sud Astrakhan.

## Histoire
Le gouvernement est créé en 1796 à la suite de la réforme de la province (namestnitchestvo) de Saratov.
Au début du XIXe siècle, Saratov est une ville modeste de 7 000 habitants. Ses revenus viennent d'un peu de commerce et du monopole public du sel. Les autres villes sont Kamychine, Tsaritsyne (actuelle Volgograd), connue pour ses pêchers, pastèques et vignes et pour sa fabrique de soie, et Sarepta, 5 000 habitants, fondée par des Frères moraves venus d'Allemagne au XVIIIe siècle. Celle-ci est la plus active en commerce et artisanat et vend toutes sortes de produits aux nomades kalmouks. Elle est aussi réputée pour ses vignes et cultures de tabac. Les autres villes, surtout agricoles, sont Atkarsk, Balachov et Petrovsk. Les Allemands de la Volga, au nombre de 100 000, forment une communauté prospère. Les régions à l'ouest de la Volga sont généralement bien cultivées alors qu'à l'est du fleuve, on rencontre surtout des steppes qui se prolongent dans le gouvernement d'Astrakhan.
L'écrivain réformateur Alexandre Radichtchev (1749-1802) est élevé dans le domaine de son père, riche propriétaire de la région de Saratov.
Pendant l'invasion française de 1812, le gouverneur appelle les habitants à n'épargner rien pour la « défense du souverain, de la Patrie, de tous et de chacun ». La population du gouvernement, aussi bien la paysannerie que la noblesse et le corps des marchands, montre son patriotisme en se rendant à la conscription, malgré quelques cas d'insoumission, et en contribuant aux souscriptions pour payer les chevaux, les chariots et l'équipement des soldats. Cet élan se poursuit en 1813. Les prisonniers de guerre, nourris aux frais de la ville, semblent bien accueillis.
En 1912, pour le centenaire de la bataille de la Moskova, la ville fait élever des statues d'Alexandre Ier et de Koutouzov.
En mai 1918, au début de la guerre civile russe, Saratov et Samara sont prises par les légionnaires tchécoslovaques et les Russes blancs de Sibérie. En 1918-1919, lors de la bataille de Tsaritsine, le gouvernement est de nouveau disputé entre les Blancs des Forces Armées du Sud de la Russie et l'Armée rouge qui reste finalement victorieuse.
La région de la Volga est une des plus touchées par la famine soviétique de 1921-1922 et Saratov se trouve au cœur de la zone de famine. Le responsable d'une administration de district écrit au soviet de Saratov :
« Une situation alimentaire catastrophique a frappé cette année le district de Khvalynsk (...) la rude épreuve de la famine est à attendre pour l'hiver. Les collaborateurs du bureau statistique du district n'ont rien à échanger contre du pain ni même personne avec qui échanger (...)  Par conséquent, mes collaborateurs sont condamnés à mourir de faim. Le traitement qu'ils reçoivent ne suffit pas pour acheter un fount (409 gr.) de pain. ».

## Structures administratives
La province de Saratov est créée par Catherine II le 25 décembre 1769 comme partie du gouvernement d'Astrakhan. Le 11 janvier 1780, Catherine II signe le décret de création du gouvernement de Saratov, groupant les districts du nord du gouvernement d'Astrakhan : il entre en vigueur le 7 novembre et le premier gouverneur entre en fonction le 3 février 1781. Le 23 août 1781, la tsarine approuve par décret les emblèmes de la ville de Saratov et des chefs-lieux de district. 
Le 12 décembre 1796, son fils Paul Ier abolit par décret 41 des gouvernements créés par Catherine II, dont celui de Saratov. Ses ouïezds sont partagés entre le gouvernement de Penza et celui d'Astrakhan. Le 5 mars 1797, le siège du gouvernement est transféré de Penza à Saratov et reprend le nom de cette ville. Le 11 octobre 1797, le gouvernement de Saratov est partagé par la création des gouvernements de Tambov, Nijni Novgorod et Simbirsk, et le 9 septembre 1801, s'y ajoute le gouvernement de Penza. En 1802, le district de Novokhopiorsk est cédé au gouvernement de Voronej et celui de Tchiorny Iar (en) à celui d'Astrakhan.
En 1835, trois nouveaux districts sont créés sur la rive gauche de la Volga : Nikolaïevsk (rebaptisée Pougatchev après la révolution russe), Novoouzensk et Tsarevski (devenue Leninsk). En 1851, Tsarevski est transféré au gouvernement d'Astrakhan et les deux autres au nouveau gouvernement de Samara.
Au début du XXe siècle le gouvernement de Saratov était divisé en 10 ouïezds : Atkarsk, Balachov, Volsk, Kamychine, Kouznetsk, Petrovsk, Saratov, Serdobsk, Khvalynsk et Tsaritsyne.
En 1918, sous le régime bolchevik, une partie du gouvernement est transférée à la nouvelle république autonome des Allemands de la Volga. En 1919, une partie de la province forme le nouveau gouvernement de Tsarytsine (rebaptisée Volgograd. En 1922, le district de Pokrovsk est transféré à la république des Allemands de la Volga. Le gouvernement de Saratov connaît encore d'autres remaniements administratifs avant d'être aboli le 21 mai 1928. Son territoire devient l'oblast de la Basse Volga, rebaptisé plus tard oblast de Saratov.

## Population
Au recensement de 1897, le gouvernement comptait 2 405 829 habitants, dont 76,7 % de Russes, 6,9 % d’Allemands, 6,2 % d’Ukrainiens, 5,1 % de Mordves et 3,9 % de Tatares.

## Images

Images du gouvernement de Saratov
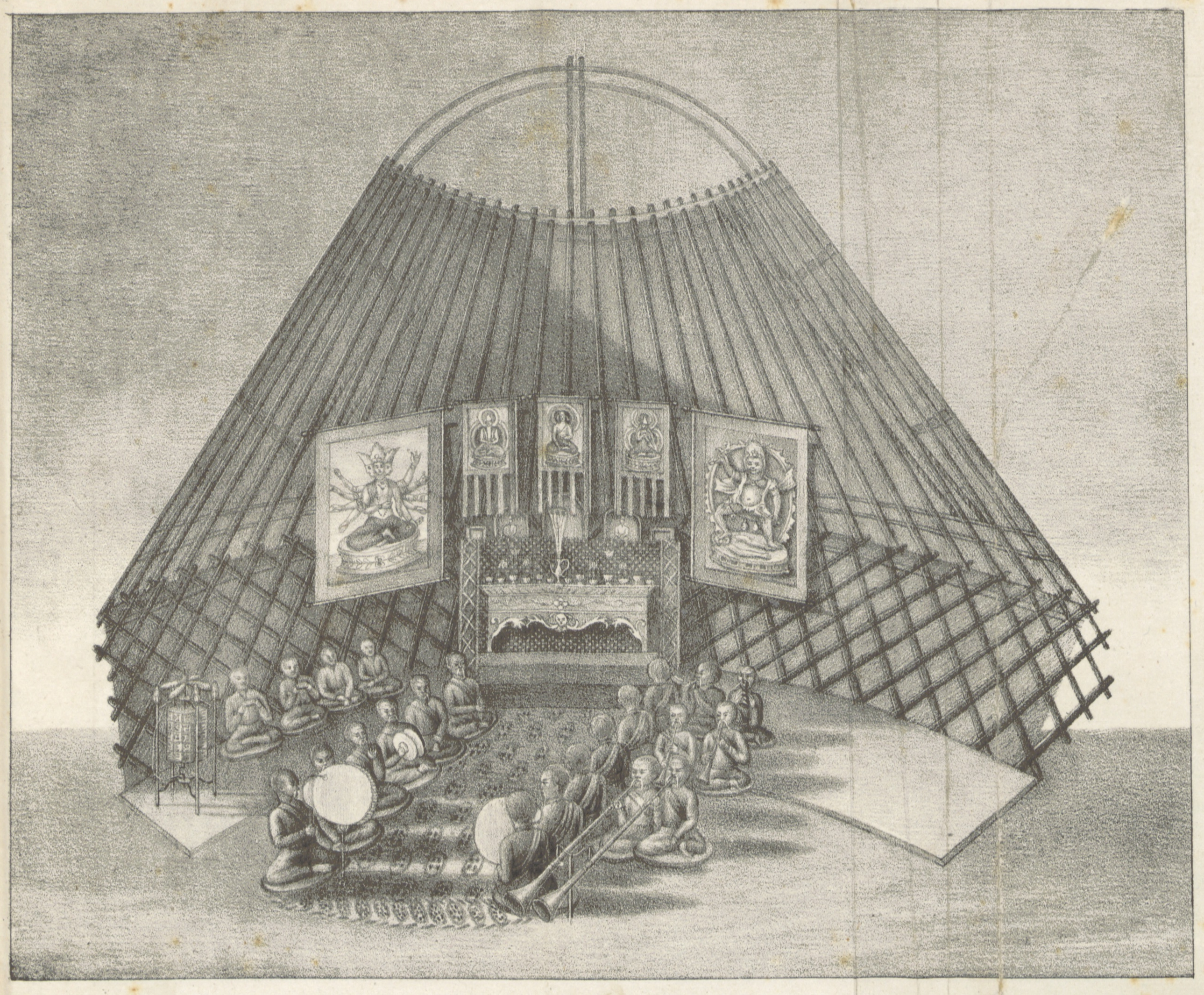
Temple bouddhiste kalmouk, 1833
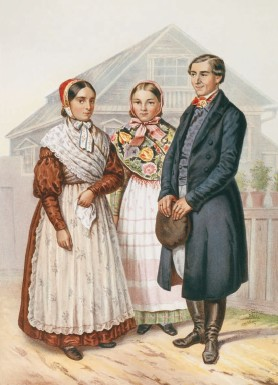
Famille de colons allemands en Russie, 1852
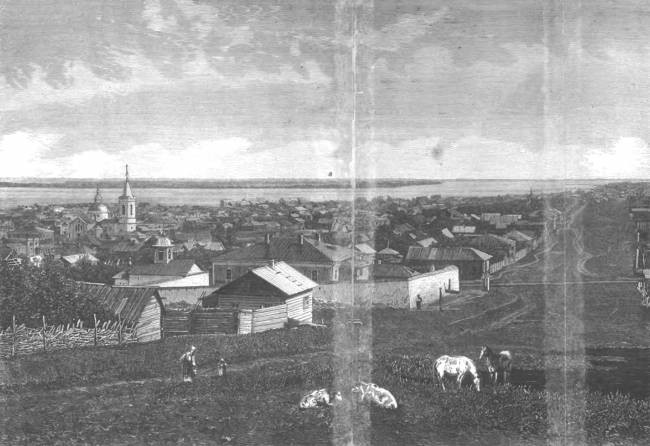
Khvalynsk au bord de la Volga en 1886
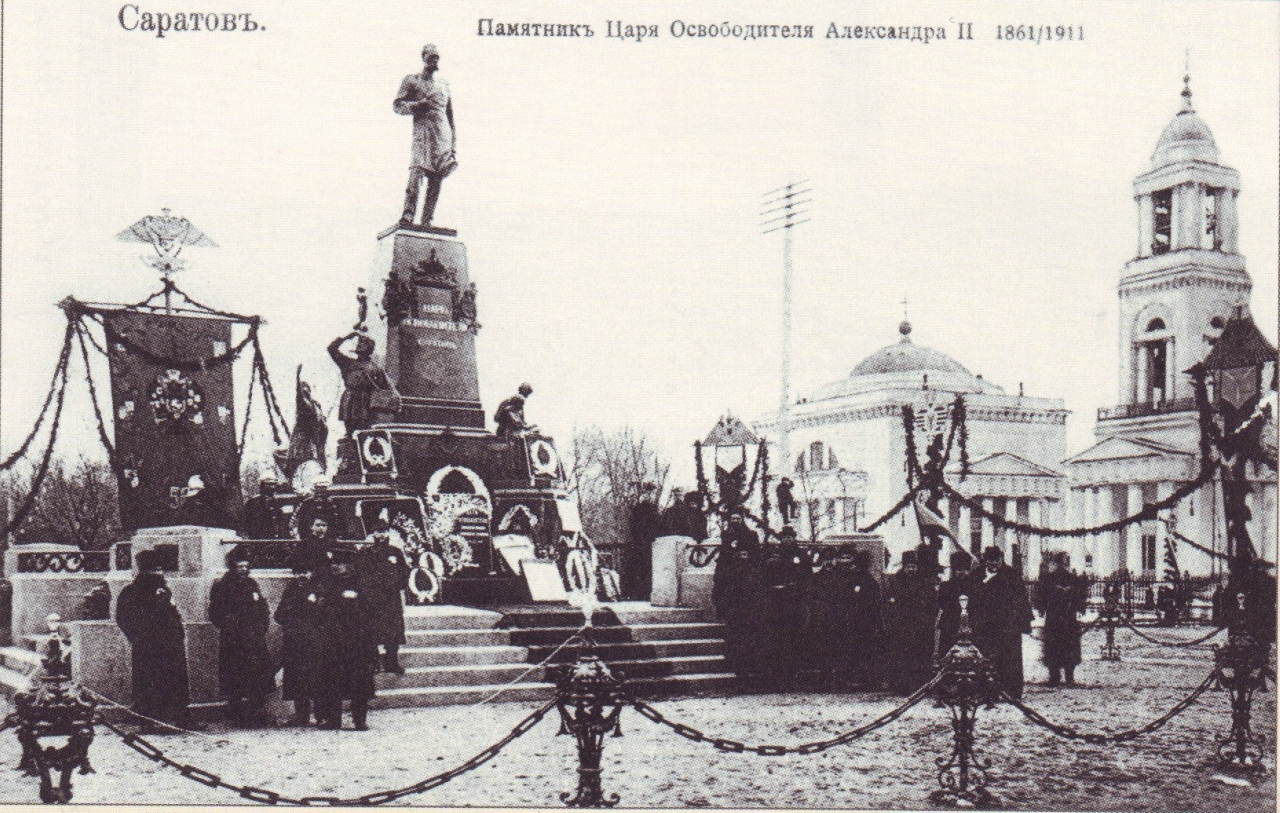
Monument du cinquantenaire d'Alexandre II, carte postale de 1911
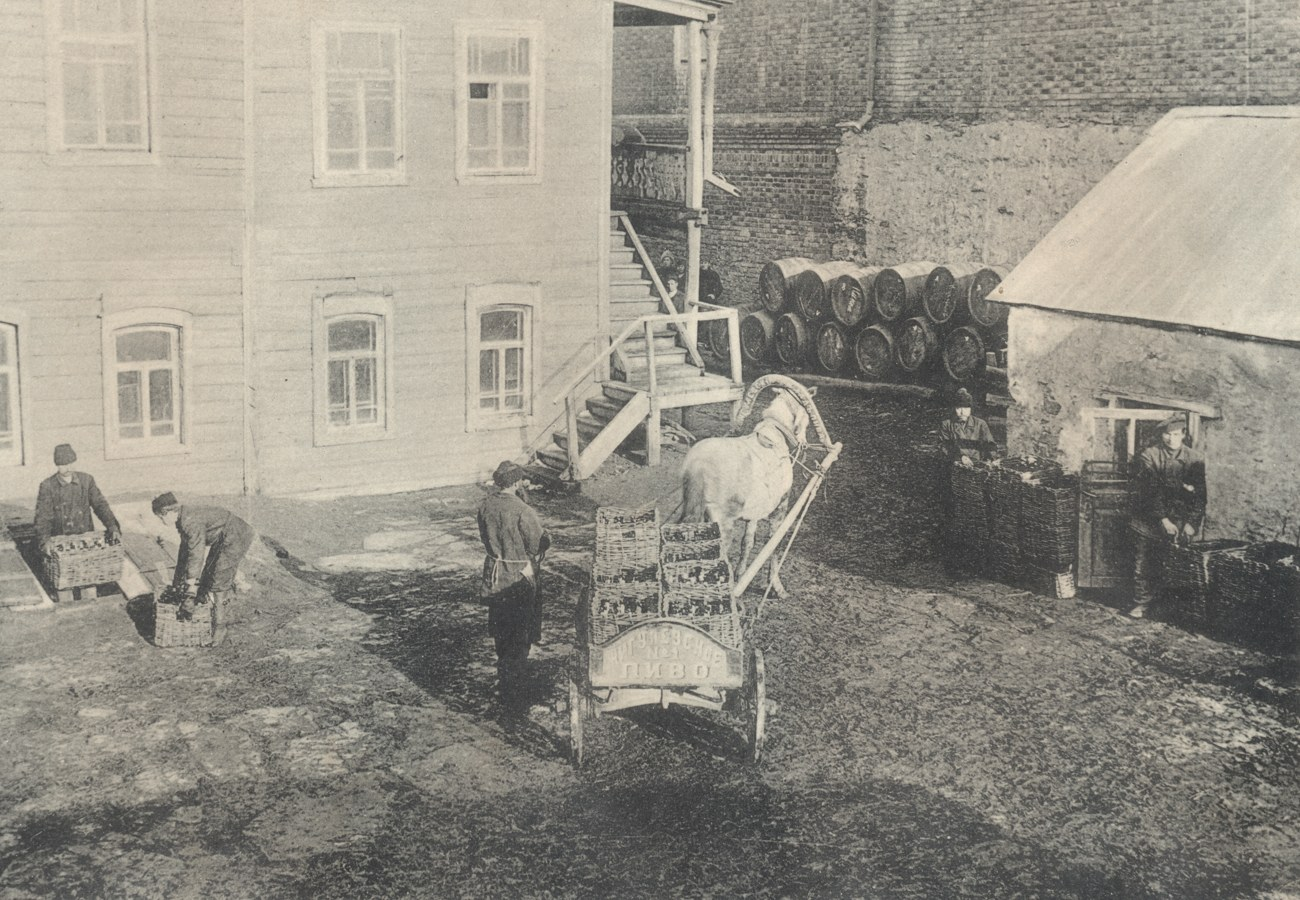
Brasserie Jigouli (en) à Nikolaievsk, avant 1917
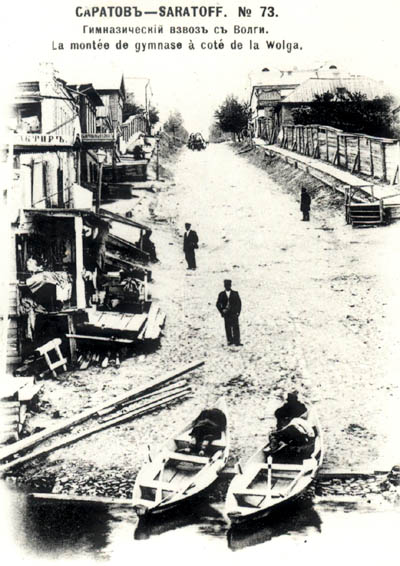
Rue du gymnasium de Saratov près de la Volga, carte postale, avant 1917
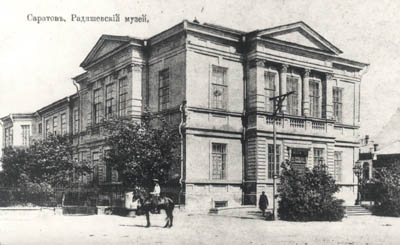
Le musée Alexandre Radichtchev à Saratov, avant 1917
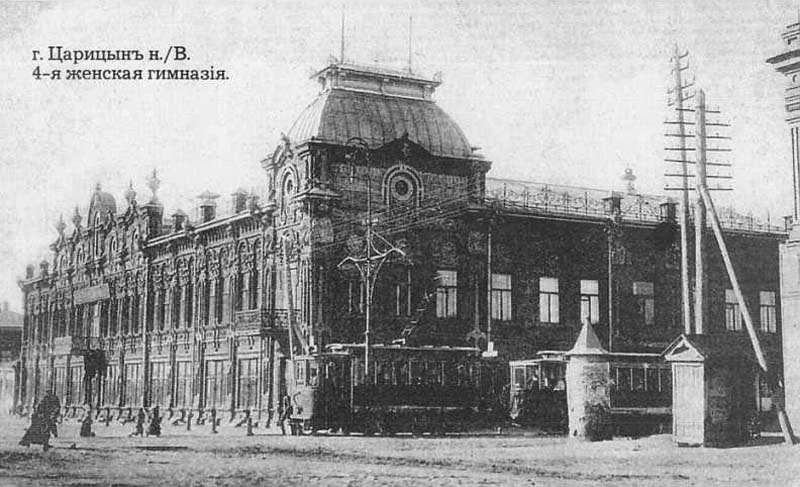
Le 4e gymnasium de filles et le tramway à Tsaritsyne, avant 1917
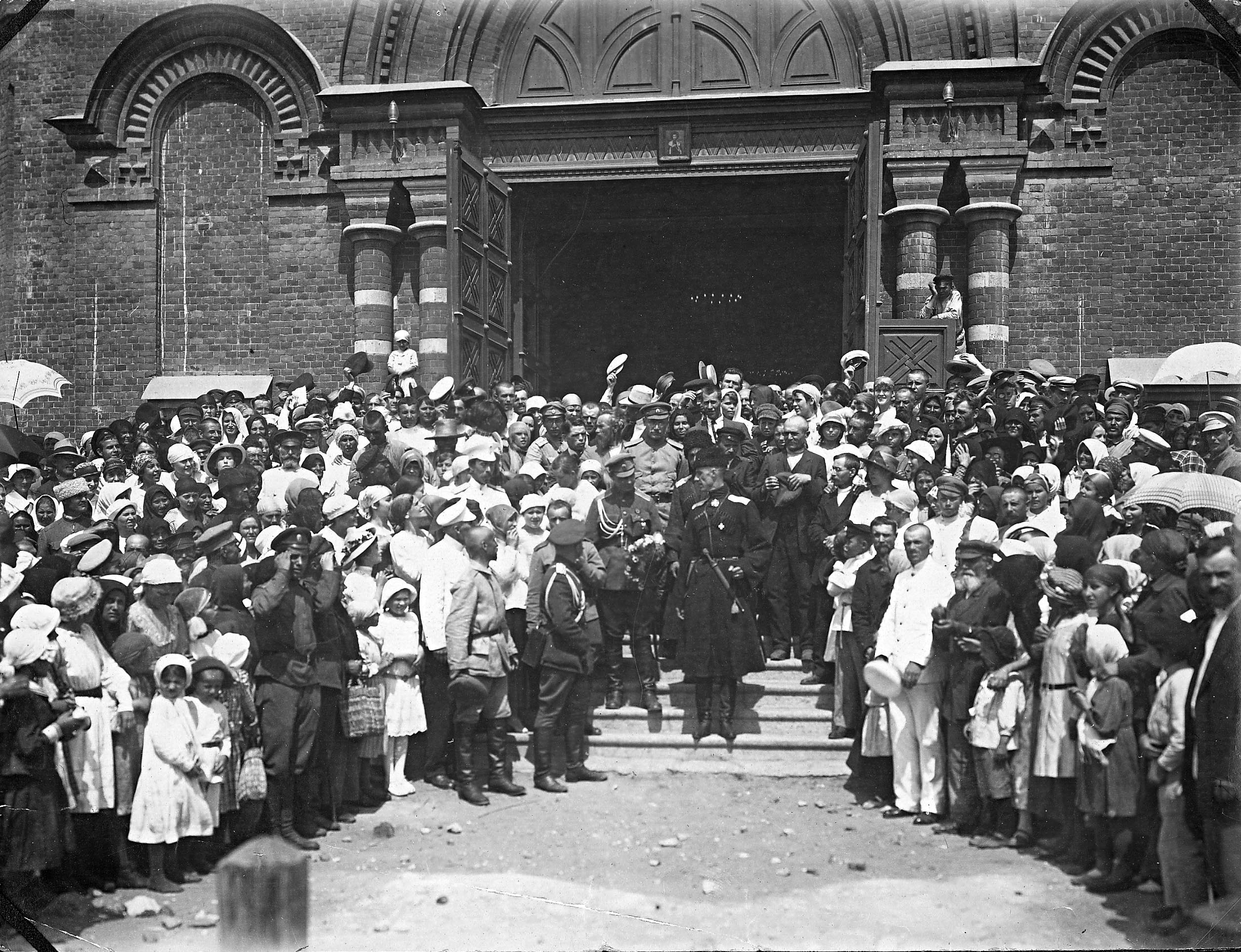
Le général Wrangel, chef des Armées blanches, devant l'église de  Tsarytsine, 15 octobre 1919
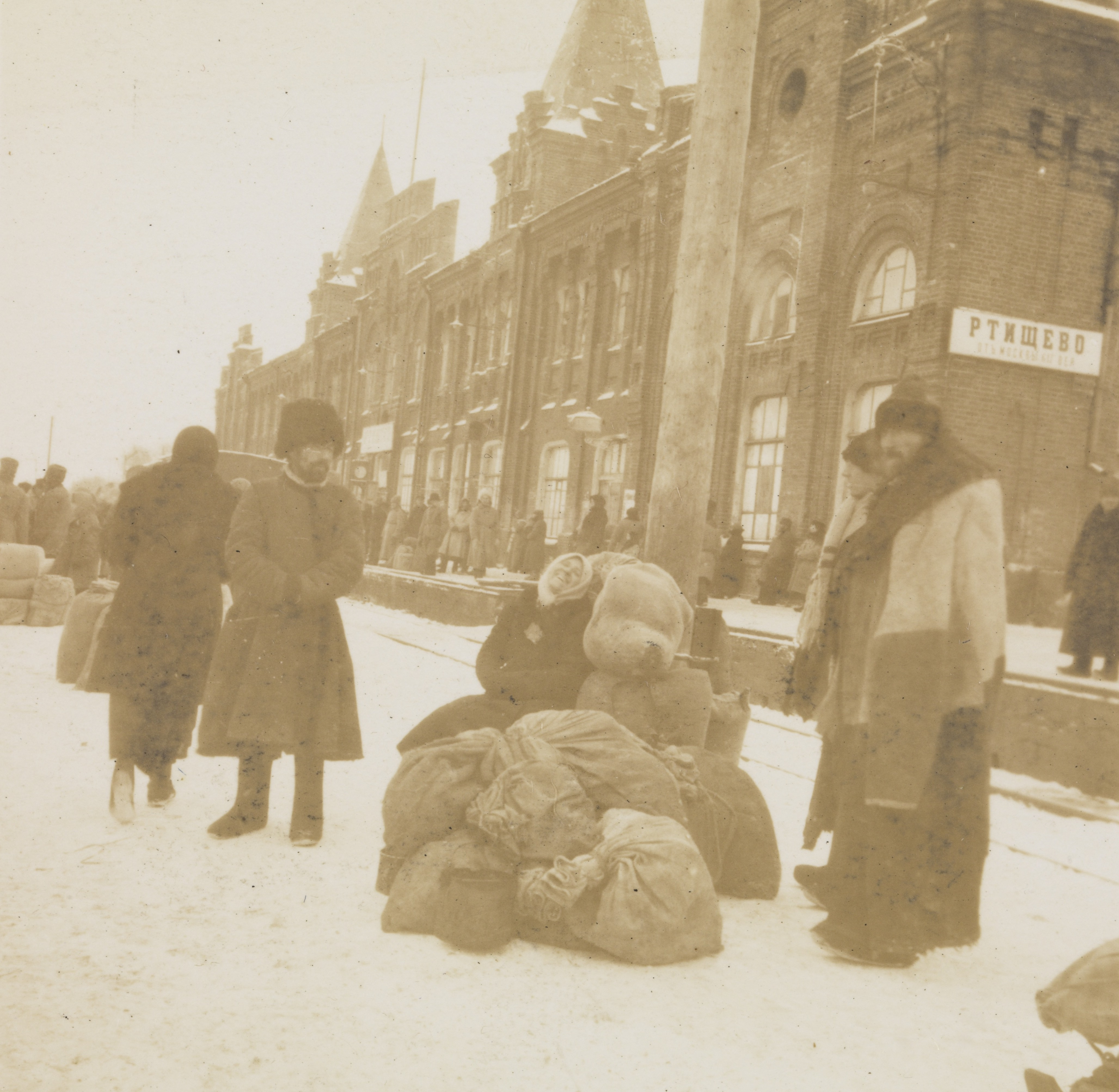
La gare de Rtichtchevo en 1921

### Sources et bibliographie
- Conrad Malte-Brun, Précis de la géographie universelle, Volume 6, Paris, 1833
- Varoujean Poghosyan, « Victor Totfalouchin et Ivan Plechakov (dir.). И мирный гражданин бесстрашный воин стал. 1812 год в документах государственного архива Саратовской области [Et le citoyen pacifique est devenu un soldat intrépide. L'année 1812 dans les documents des Archives d'État de la région de Saratov]. Saratov, Naouka, 2014, 212 p. » in « Comptes rendus », Annales historiques de la Révolution française, 2016/2 (no 384), p. 199-263.
- Martine Mespoulet, Statistique et révolution en Russie: Un compromis impossible (1880-1930), Presses Universitaires de Rennes, 2001